# Glitner
Glitner er den strålende bolig i Asgård og Forsetes hjem.
| Nordisk mytologi | Spire Denne artikel om nordisk religion og mytologi er en spire som bør udbygges. Du er velkommen til at hjælpe Wikipedia ved at udvide den. |